# Ilse von zur Mühlen
Ilse von zur Mühlen (* 1962) ist eine deutsche Kunsthistorikerin mit Schwerpunkten in der Provenienzforschung und Sammlungsforschung.

## Leben
Ilse von zur Mühlen studierte Kunstgeschichte an der Ludwig-Maximilians-Universität München. Sie promovierte an der Ludwig-Maximilians-Universität München mit einer Dissertationsschrift über „Bild und Vision. Drei frühe Visionsdarstellungen des Peter Paul Rubens im Spiegel der theologischen Diskussion nach dem Konzil von Trient“ im Jahr 1994 bei Hans Belting. An den Bayerischen Staatsgemäldesammlungen übernahm Ilse von zur Mühlen ab dem Jahr 1999 die „bundesweit erste Stelle für Provenienzforschung in einer kulturgutbewahrenden Einrichtung“. Nachdem sie an kulturhistorischen Einrichtungen in den Vereinigten Staaten von Amerika kunsthistorisch tätig gewesen war, arbeitete von zur Mühlen in Lüneburg für die Deutschbaltische Kulturstiftung. Anschließend arbeitete Ilse von zur Mühlen als Kunsthistorikerin am Bayerischen Nationalmuseum in München.
Während ihrer kunsthistorischen Tätigkeit am Bayerischen Nationalmuseum in München erforschte Ilse von zur Mühlen unter anderem die Provenienz von Kunstwerken aus dem ehemaligen Besitz von Hermann Göring.
Ilse von zur Mühlen gilt als Wegbereiterin der Disziplin der Provenienzforschung. Der Arbeitskreis Provenienzforschung (zunächst: Arbeitskreis zur Recherche der Provenienzen in deutschen Museen) wurde im Jahr 2000 von Ilse von zur Mühlen gemeinsam mit Ute Haug, Laurie A. Stein und Katja Terlau gegründet. Die Gründung des Arbeitskreises Provenienzforschung wurde als wichtiger Schritt in der Geschichte der Professionalisierung der Disziplin der Provenienzforschung und zudem als wegbereitend für eine zunehmende Internationalisierung des Fachs und als entscheidender Schritt für die Zusammenarbeit seiner Vertreter beschrieben.
Der Arbeitskreis Provenienzforschung funktionierte zunächst als ein offenes Netzwerk für Fachwissenschaftler. Am 17. November 2014 fand die Eintragung als gemeinnütziger Verein „Arbeitskreis Provenienzforschung e.V.“ statt. Der Arbeitskreis initiierte 2008 die Einrichtung der von Bund und Ländern gemeinsam finanzierten Arbeitsstelle für Provenienzforschung. Der erste „Internationale Tag der Provenienzforschung“ wurde vom Arbeitskreis Provenienzforschung im Jahr 2019 ins Leben gerufen. Der Tag der Provenienzforschung wird seither jedes Jahr am zweiten Mittwoch im April veranstaltet. Er soll Interesse und Aufmerksamkeit für die Angelegenheiten der Provenienzforschung bündeln und in die Gesellschaft tragen.
Im Jahr 2022 wurde Ilse von zur Mühlen für ihre Verdienste in der Wissenschaft und besonders der Provenienzforschung und ihren gesellschaftlichen Beitrag für die Provenienzgeschichte das Bundesverdienstkreuz am Bande verliehen.

## Auszeichnungen
- Bundesverdienstkreuz am Bande (2022)

## Schriften (Auswahl)
- Ilse von zur Mühlen: Die Nacht. Bilder der Nacht in den Bayerischen Staatsgemäldesammlungen. Bayerische Staatsgemäldesammlungen, Kat. Ausst. „Die Nacht im Depot in der Neuen Pinakothek München“, Ausstellung (1.11.1998–7.2.1999). München 1998.
- Ilse von zur Mühlen: Bild und Vision. Peter Paul Rubens und der Pinsel Gottes, Frankfurt a. M. (u. a.) 1998.
- Ilse von zur Mühlen, Albert A. Feiber: Die Kunstsammlung Hermann Görings. Ein Provenienzbericht der Bayerischen Staatsgemäldesammlungen. 2004.